# Gà cay
Gà cay (Hot chicken) hay còn gọi là Gà rán nóng Nashville (Nashville hot chicken) là một món gà rán đặc sản địa phương của thành phố Nashville, Tennessee của Hoa Kỳ.

## Đặc điểm
Trong cách chế biến điển hình của nó, món gà cay này có nguyên liệu chính là một phần ức, đùi tỏi, má đùi (chicken thigh), hoặc cánh gà được ướp trong hỗn hợp gia vị dạng nước sệt, bột, chiên lên và cuối cùng phủ một lớp bột nhão (áo bột) hoặc nước sốt có gia vị ớt cayenne có vị giòn tan của lớp vỏ dày và được chiên trên chảo bằng mỡ lợn. Rán/chiên ngập dầu là phương pháp phổ biến, đơn giản nhất để có được miếng gà chín, giòn đều ngoài ra rán áp suất hay rán xoay đều tốn ít thời gian hơn so với rán ngập dầu.
Món gà cay được phục vụ trên cùng một lát bánh mì trắng với dưa chuột muối (pickle). Việc sử dụng hỗn hợp cay và cách trình bày đã giúp phân biệt nó với các món ăn tương tự, chẳng hạn như gà rán thông thường. Trước khi rán thì miếng gà được tẩm ướp trong một xô dầu ngâm ớt từ đó khiến hàm lượng calo của món ăn này cao. Nó có thể được xem trong bối cảnh tương tự như các loại thực phẩm khác đã được tinh chỉnh và biến tấu để trở nên độc đáo theo cách của khu vực, chẳng hạn như đồng bằng Mississippi. Có rất nhiều nhà hàng ở Nashville phục vụ các biến tấu của món ăn và có một lễ hội và cuộc thi trên toàn thành phố để kỷ niệm. Sự nổi tiếng của món gà này đã lan rộng ra ngoài miền Nam Hoa Kỳ do ảnh hưởng của ngành công nghiệp âm nhạc của Nashville.